# قصر آکاساکا
قصر آکاساکا؛ آساکاسا ریکیو (انگلیسی: Akasaka Palace) یکی از دو مقر دولت ژاپن است.